# Agua bendita

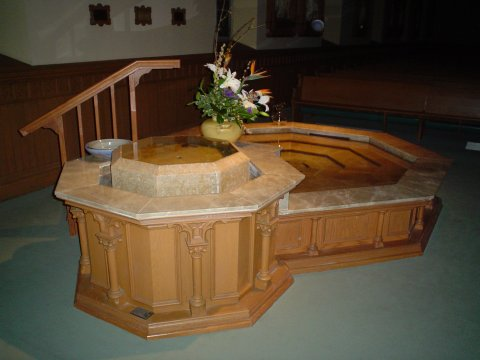
Fuente bautismal de la Catedral de San Rafael en Dubuque.

El agua bendita es el agua que ha sido bendecida por un presbítero u obispo para la celebración del sacramento del Bautismo o para bendecir objetos, entre otras costumbres. La bendición del agua se da en la Iglesia católica, Iglesia ortodoxa, Iglesia veterocatólica y en la Iglesia anglicana.
El agua queda bendecida una vez el ministro trace sobre ella la señal de la cruz con la intención de bendecirla, usualmente utilizando una oración del bendicional. Evidentemente, el agua bendita es indistinguible del agua común y es, además, un sacramental por su profundo significado bautismal.

## Historia
La tradición dice que San Alejandro I (sexto papa, del 106 al 115) instituyó el uso del agua bendita, a la que había que añadir sal, para purificar las casas cristianas, así como también introdujo en la eucaristía el pan ácimo y el vino mezclado con agua.

## Usos populares
Los fieles suelen utilizar el agua bendita para beber o rociar en objetos, casas, negocios, automóviles, etc. Esto lo hacen con fines de purificación y protección espiritual o física. En la tradición católica se considera que el uso del agua bendita ha auxiliado a los santos a lograr su desarrollo espiritual. Santa Elena escribió lo siguiente:  
De muchas veces tengo experiencia que no hay cosa con que huyen más los demonios para no volver, como el Agua Bendita: de la Cruz también huyen, mas vuelven luego: debe ser grande la virtud del agua bendita; para mí es particular y muy conocida consolación la que siente mi alma cuando la tomo. Es cierto que lo muy ordinario es sentir una recreación que no sabría ya darla a entender, como un deleite interior que toda el alma me conforta. Esto no es antojo ni cosa que me ha acaecido sólo una vez, sino muchas, y mirándolo con gran advertencia, digamos como si uno estuviese con mucho calor y sed, bebiese un jarro de agua fría, que parece todo él sintió el refrigerio. Considero yo que gran cosa es todo lo que está ordenado por la Iglesia, y regálame mucho al ver que tengan tanta fuerza aquellas palabras, que así la pongan en el agua, para que sea tan grande la diferencia que hace a la que no es bendita.

## Oraciones para bendecir el agua
Al beber el Agua Bendita, se pueden recitar las siguientes oraciones:
Agua Viva
Por virtud de esta Agua Bendita, líbranos Señor de todas mis culpas y pecados. Ven Señor Jesús, habita en mi corazón, hágase tu voluntad en mi vida, protégeme de toda tentación, y líbrame del mal. Amén.

MRKV
Te pido, Señor Jesús, que por nos bendigas. Haz que el poder de purificación y de protección lo tenga esta bendición del agua, y que lo que sea que toque este en tu compañía, y en el resguardo de Dios.
Dios todopoderoso,
fuente y origen de la vida del alma y del cuerpo
bendice ésta agua (hacer la señal de la cruz sobre el agua)
que vamos a usar con fe para implorar el perdón de nuestros pecados
y alcanzar la ayuda de tu gracia
contra toda enfermedad y asechanza del enemigo.
Concédenos, Señor, por tu misericordia,
que las aguas viven siempre broten salvadoras,
para que podamos acercarnos a ti con el corazón limpio
y evitemos todo peligro de alma y cuerpo
Por Jesucristo, nuestro Señor,

Amén.